# Coronaviridae
Coronaviridae je porodica virusa s virusnom ovojnicom ili perikapsidom i genomom kojeg čini pozitivno orijentiran jednostruki RNK lanac. Skupinu čine podskupine Letovirinae i Orthocoronavirinae. Virusi iz tih skupina napadaju vodozemce, ptice i sisavce.
Virusni genom je duljine 26–32 kilobaze. Čestice su obično ukrašene velikim (~ 20 nm) površinskim izbočenjima u obliku latica ("peplomeri" ili "šiljci"), koji u elektronskim mikrografima sfernih čestica stvaraju sliku koja podsjeća na sunčevu koronu.

## Virologija
5 'i 3' krajevi genoma imaju poklopac, odnosno poli (A) trakt. Virusna ovojnica, dobivena pucanjem kroz membrane endoplazmatskog retikuluma (ER) ili Golgijeva aparata, uvijek sadrži dvije vrste proteina specifične za virus (gliko), S i M. Glikoprotein S sadrži velike površinske izbočine, dok je M trostruka, protežu transmembranski protein. Torovirusi i odabrana podskupina koronavirusa (posebno pripadnici podskupine A u rodu Betacoronavirus) imaju, osim peplomera sastavljenih od S, drugu vrstu površinskih izbočina sastavljenih od proteina hemaglutinin-esteraze. Drugi važan strukturni protein je fosfoprotein N, koji je odgovoran za spiralnu simetriju nukleokapsida koji zatvara genomsku RNK.

## Taksonomija
Porodica Coronaviridae organizirana je u dvije podskupine, 5 rodova, 23 podroda i oko 40 vrsta:

### Lista svih vrsta coronavirusa
- Coronaviridae
  - Orthocoronavirinae
  - Letovirinae
    - Alphaletovirus
      - Milecovirus
        - Microhyla letovirus 1

    - Alphacoronavirus
      - Colacovirus
        - Coronavirus šišmiša CDPHE15

      - Decacovirus
        - Coronavirus šišmiša HKU10
        - Rhinolophus ferrumequinum alphacoronavirus HuB-2013

      - Duvinacovirus/ljudski coronavirus 229E
      - Luchacovirus
        - Lucheng Rn štakorski coronavirus

      - Minacovirus
        - Ferret coronavirus
        - Mink coronavirus 1

      - Minunacovirus
        - Miniopterus coronavirus šišmiša 1
        - Miniopterus coronavirus šišmiša HKU8

      - Myotacovirus
        - Myotis ricketti alphacoronavirus Sax-2011

      - Nyctacovirus
        - Nyctalus velutinus alphacoronavirus SC-2013

      - Pedacovirus
        - Porcinski epidemijski proljevni virus
        - Scotophilus coronavirus šišmiša 512

      - Rhinacovirus
        - Rhinolophus coronavirus šišmiša HKU2

      - Setracovirus
        - Ljudski coronavirus NL63
        - NL63 povezan coronavirus šišmiša BtKYNL-63-9b

      - Tegacovirus
        - Alphacoronavirus 1

    - Betacoronavirus
      - Embecovirus
        - Betacoronavirus 1
          - Ljudski coronavirus OC43

        - Kineski Rattus coronavirus HKU24
        - Ljudski coronavirus HKU1
        - Mišji coronavirus

      - Hibecovirus
        - Betacoronavirus hp šišmiša Zhejiang2013

      - Merbecovirus
        - Ježev coronavirus 1
        - Bliskoistočni respiratorni sindrom coronavirus (MERS-CoV)
        - Pipistrellus coronavirus šišmiša HKU5
        - Tylonycteris coronavirus šišmiša HKU4

      - Nobecovirus
        - Rousettus coronavirus šišmiša GCCDC1
        - Rousettus coronavirus šišmiša HKU9

      - Sarbecovirus
        - SARSr-CoV (Teški akutni respiratorni sindrom povezan coronavirus)
          - SARS-CoV (Teški akutni respiratorni sindrom coronavirus)
          - SARS-CoV-2 (Teški akutni respiratorni sindrom coronavirus 2)

    - Gammacoronavirus
      - Cegacovirus
        - Beluga coronavirus kita SW1

      - Igacovirus
        - Ptičji coronavirus

    - Deltacoronavirus
      - Andecovirus
        - Wigeon coronavirus HKU20

      - Buldecovirus
        - Bulbul coronavirus HKU11
        - Svinjski coronavirus HKU15
        - Munia coronavirus HKU13
        - Coronavirus bijelog oka HKU16

      - Herdecovirus
        - Noćni heron coronavirus HKU19

      - Moordecovirus
        - Uobičajeni moorhen coronavirus HKU21

## Povezani člamci
- SARS-CoV-2
- SARS-CoV